# 雅罗斯拉夫·科什纳尔
雅罗斯拉夫·科什纳尔（1930年8月17日—1985年4月21日），斯洛伐克男子足球运动员，司职前锋。他曾代表捷克斯洛伐克国家队参加1954年国际足联世界杯，结果队伍止步小组赛阶段。